# 네이비 씰 2
《네이비 씰 2》(Steel Sharks)는 미국에서 제작된 로드니 맥도널드 감독의 1996년 액션 영화이다. 게리 부시 등이 주연으로 출연하였고 아쇽 암리트라즈 등이 제작에 참여하였다.

## 출연

### 주연
- 게리 부시
- 빌리 디 윌리엄스
- 빌리 워락

### 조연
- 샤운 토웁
- 로버트 미란다
- 데이빗 로버슨
- 배리 리빙스톤
- 팀 아벨

## 기타
- 라인프로듀서: 윌리암 B. 스테클리
- 미술: 스티브 랠프
- 의상: 에밀리 해리스